# Аргир Солунски
Аргир Солунски је хришћански светитељ и новомученик.
Рођен је у селу Апономе (или Епаноме) у близини Солуна.  Пре свога мученичког страдања живео је у Солуну кде је служио код неког кројача. У то време неки хришћанин из места Сохоса крај Солуна због неке кривице био је затворен у турској тамници у Солуну. Немајући новца да се откупи, речено му је да ће бити обешен. Уплашивши се те претње, он обећа да ће се потурчити. Турци су га због тога одмах извели из тамнице и повели у једну кафану да га тамо поуче својој вери. Видевши ово одрицање од хришћанске вере, млади Аргир дође у ту кафану и пред јаничарима, смело и одлучно му рече: "Какво си зло учинио, брате, да се одричеш Христа Спаситеља нашег! Какво велико зло чиниш, несрећниче, да душу своју предаш у вечну смрт, да би избегао ову привремену? Дођи себи, брате, и покај се и исповеди опет Христа! Ако хоће да те убију, онда радосно пролиј крв своју за Христа, јер се и Он жртвовао за љубав нас".
Чувши ове речи бесни јаничари су почели да туку и злостављају Аргира. Под претњом смрти затражили су да се и он потурчи. Обећали су му разне почасти и награде, али нису успели га поколебају па су га бацили у тамницу. На крају је обешен на месту званом Кампан у Солуну, у петак 11 маја 1806. године.
Православна црква помиње новоомученика Аргира 24 (11) маја.